# 国際農林水産業研究センター

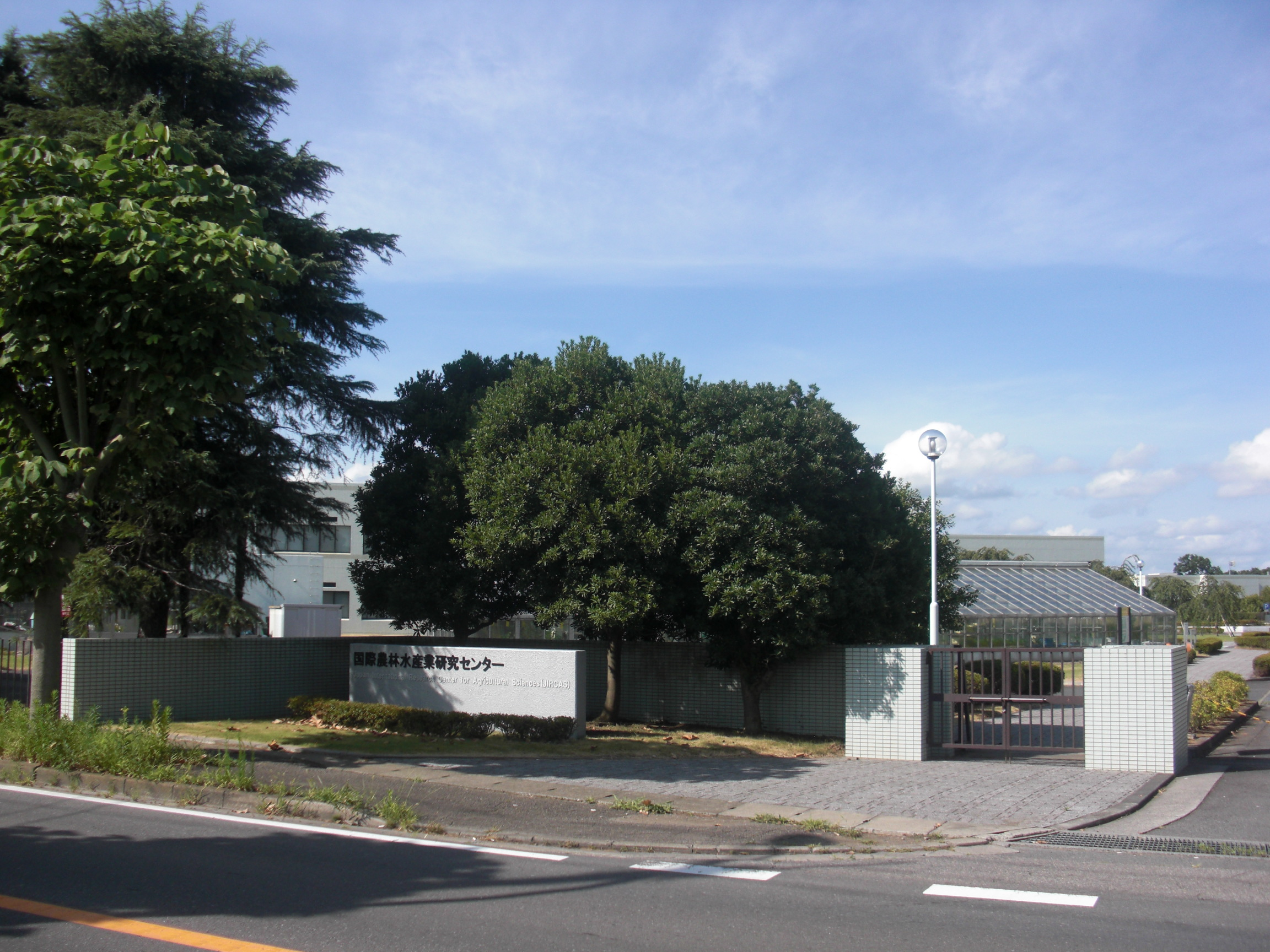
独立行政法人国際農林水産業研究センター本所

国立研究開発法人国際農林水産業研究センター（こくさいのうりんすいさんぎょうけんきゅうセンター、英語: Japan International Research Center for Agricultural Sciences、略称: JIRCAS）は、農林水産省所管の国立研究開発法人。日本の農林水産業研究分野での国際連携や国際連携の中核的な役割を担う。茨城県つくば市大わしの本所および沖縄県石垣市の熱帯・島嶼研究拠点からなる。理事長は小山修。

## 沿革
- 1970年（昭和45年) - 前身の農林水産省熱帯農業研究センターが発足。
- 1977年（昭和52年） - 東京都北区からつくば市へ移転
- 1993年（平成5年）- 農林水産省国際農林水産業研究センターに改組。
- 2001年（平成13年）- 独立行政法人 国際農林水産業研究センターとして設立。第一期中期計画開始。
- 2006年（平成18年） - 第二期中期計画開始。
- 2008年（平成20年） - 解体された緑資源機構の組織の一部を引き継ぐ[3]。
- 2011年（平成23年） - 第三期中期計画開始。
- 2015年（平成27年） - 独立行政法人通則法の改正に伴い、国立研究開発法人に。
- 2016年（平成28年） - 第四期中期計画開始。
- 2021年（令和3年）　- 第五期中期計画開始。

（特記ない限り、公式HPを参照）

## 所在地
- 本所：茨城県つくば市大わし1番地1
- 熱帯・島嶼研究拠点：沖縄県石垣市字真栄里川良原1091番地1
- 海外拠点[1]
  - 東南アジア連絡拠点：バンコク（タイ王国）
  - アフリカ連絡拠点：ナイロビ（ケニア共和国）